# Robert V d'Auvergne
Pour les articles homonymes, voir Robert V et Robert d'Auvergne.
 (mai 2025).
Si vous disposez d'ouvrages ou d'articles de référence ou si vous connaissez des sites web de qualité traitant du thème abordé ici, merci de compléter l'article en donnant les références utiles à sa vérifiabilité et en les liant à la section « Notes et références ».
Robert V d'Auvergne, né vers 1225, mort en 1277, est comte d'Auvergne de 1247 à 1277, succédant dans ce fief à son père :
Guillaume X (vers 1195-1247), comte d'Auvergne (1222-1247). Par sa mère Adélaïde de Brabant, il est aussi comte de Boulogne (1265-1277).

## Biographie

### Tensions territoriales

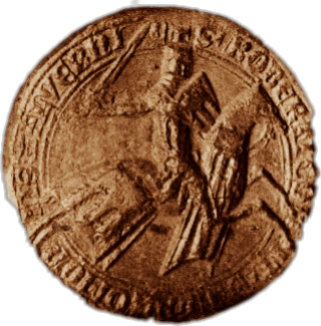
Robert V d'Auvergne, sceau du XIIIe siècle.

En 1249, la Terre d'Auvergne, une des quatre principautés auvergnates se partageant l'Auvergne, est aux mains du dernier frère de saint Louis, Alphonse de Poitiers. Ce dernier est donc un rival de Robert V d'Auvergne et le conflit entre ces deux grands seigneurs va se manifester dans le domaine économique. Cette année Alphonse de Poitiers accorde des droits de franchises et autres concessions aux habitants de la ville de Riom, capitale de la Terre d'Auvergne : l'émergence d'une classe bourgeoise à Riom va donner naissance à une période de constructions importante, mais ce dynamisme nuira à l'économie du comté d'Auvergne, plus faible et trop concurrencée ; en fait, le comté d'Auvergne n'est plus que l'ombre du grand fief de jadis, essentiellement une part résiduelle autour de Vic. Parallèlement, en 1250, Robert V participe à une transaction avec Gui de Dampierre et Béraud de Mercœur, deux lieutenants d'Archambaud IX de Bourbon, pour un partage de la seigneurie des Combrailles. 
Le 13 avril 1251 sa mère, Adélaïde de Brabant, renonce à l'usufruit de l'Auvergne en faveur de son fils.

### Tensions avec l'Église
Le frère de Robert, Guiet, est abbé de Saint-Germain-Lembron, mais Humbert/Imbert de la Tour, un moine parisien, revendique l'abbatiat en question. L'information parvenue à Robert V d'Auvergne, ce dernier fait arrêter et emprisonner ledit moine : mais cela entraîne l'excommunication du comte Robert V par le pape Alexandre IV.
En 1253, les évêques de Clermont, du Puy et de Mende s'unissent pour affronter l'aristocratie auvergnate. Les évêques font appel au frère du roi de France, Alphonse de Poitiers. Ce dernier accepte l'aide qui lui est demandée et des commissaires du roi de France viennent en Auvergne et mènent des enquêtes sur les principaux féodaux auvergnats. Cet acte est décrié par Robert V : il réunit une ambassade des nobles d'Auvergne, dont il fait partie, pour rencontrer Alphonse de Poitiers et protester auprès de ce dernier, cette intrusion capétienne étant contraire aux usages de la province. En 1254, un compromis est trouvé par la médiation de Rodolphe de Genève et un traité est signé entre Robert V d'Auvergne et Guy de la Tour du Pin, l'évêque de Clermont (d'ailleurs son cousin issu de germain car aussi arrière-petit-fils de Robert IV d'Auvergne).

### Testament et répartition du comté d'Auvergne
Le 11 janvier 1277, Robert V fait dresser son testament avant de rendre l'âme. Les comtés d'Auvergne et de Boulogne sont donnés à Guillaume XI, son fils aîné. Le second, Robert, va hériter de la seigneurie de Combrailles ; les deux derniers fils, Godefroy et Guiet, vont embrasser l'habit religieux ainsi que toucher un héritage financier. Ses deux filles, Mathilde et Maria, vont également hériter d'une part du trésor comtal à condition d'être mariées ; mais Maria préfère entrer dans les ordres. Son épouse Eléonore de Baffie, quant à elle, reçoit la seigneurie de Châteauneuf (à Mirefleurs ?).

## Famille
Le comté de Boulogne échoit par héritage, en 1260, à Robert, du chef de sa mère Adélaïde de Brabant et comme donataire de Henri III de Brabant, duc de Brabant, son cousin.
Avant 1250, il épouse Éléonore de Baffie, dame de Viverols, d'Ambert et du Livradois, fille de Guillaume de Baffie et d'Éléonore de Forez.
De cette union sont issus : 
- Guillaume XI († 1280), comte d'Auvergne et de Boulogne (1277-1280) ;
- Robert VI (1250 † 1314), seigneur de Combrailles (1277-1280) puis comte d'Auvergne et de Boulogne (1280-1314) ;
- Mahaut ou Mathilde, mariée vers 1291 à Étienne III († 1333), seigneur de Saint-Jean ;
- Marie ou Maria, religieuse, en vie en 1277 ;
- Godefroy, religieux, en vie en 1277 ;
- Guiet, religieux, en vie en 1277.